# École normale supérieure de Porto-Novo
Pour les autres articles nationaux ou selon les autres juridictions, voir École normale supérieure.
L’École normale supérieure de Porto-Novo (ENS/PN) est un établissement béninois d’enseignement supérieur et de recherche situé à Porto-Novo, dans le département de l'Ouémé,,,,,,,.
l'école de Porto-Novo est destinée à la formation des enseignants dans plusieurs disciplines.

## Formation et diplômes
L'histoire, la géographie, la philosophie, les lettres modernes, l'espagnol, l'anglais et l'allemand sont les principales matières enseignées à l'École Normale Supérieure de Porto-Novo ( ENS-PN)

### Formations
- Formation Initiale Intégrée ( FORINI ) : pour ceux qui entre directement à l'ENS après le baccalauréat.
- Formation Professionnelle Directe ( FORPROD) : pour ceux qui sont déjà du corps professoral.

### Diplômes
- Brevet d'Aptitude au Professorat de l'Enseignement Seconde : BAPES (3 ans)
- Certificat d'Aptitude au Professorat de l'Enseignement Secondaire : CAPES (2 ans)